# Ornithidium histrionicum
Ornithidium histrionicum är en orkidéart som beskrevs av Heinrich Gustav Reichenbach. Ornithidium histrionicum ingår i släktet Ornithidium och familjen orkidéer. Inga underarter finns listade i Catalogue of Life.